# Atletismo nos Jogos Paralímpicos de Verão de 2012
As competições de atletismo nos Jogos Paralímpicos de Verão de 2012 foram disputadas entre os dias 31 de agosto e 9 de setembro no Greenwich Park, em Londres.
Assim como no atletismo convencional, são disputadas provas de pista, campo e estrada. Participam atletas dos mais variados tipos de deficiência como deficientes visuais, paralisados cerebrais, atletas cadeirantes, anões e atletas com amputação. Nessa edição, competirão também os atletas com deficiência mental. Para haver maior equilíbrio nas competições, os atletas são divididos em classes. A letras T (track) e F (field) definem o tipo da prova. O número define a deficiência sofrida pelos atletas:
- 11 a 13: Atletas com deficiência visual. Atletas das classe 11 são cegos totais e precisam do auxílio de um atleta-guia para competir. O guia é opcional para atletas da classe 12. Para a classe T13, o uso do guia é dispensado;
- 20: Atletas com deficiência Intelectual
- 31 a 38: Atletas que sofrem de qualquer tipo de paralisia cerebral. As classes que vão do 31 a 34 são reservadas para paralisados cerebrais que também sejam cadeirantes;
- 40: Classe reservadas para atletas que sofrem de nanismo  e outras deficiências;
- 41 a 46: Nessa classe competem atletas que sofrem de qualquer tipo de amputação;
- 51 a 58: Competem nessa classe atletas que competem usando cadeiras especiais. São atletas com sequelas de poliomielite, lesões medulares ou amputações mais graves.

## Calendário
| Agosto/setembro | 29 | 30 | 31 | 1  | 2  | 3  | 4  | 5  | 6  | 7  | 8  | 9 |
| --------------- | -- | -- | -- | -- | -- | -- | -- | -- | -- | -- | -- | - |
| Atletismo       |    |    | 11 | 17 | 20 | 17 | 21 | 20 | 21 | 16 | 23 | 4 |

|  | Dia de competição |  | Dia de final |

## Medalhistas
Masculino
| Evento                                 | Ouro                                                                     | Ouro      | Prata                                                                     | Prata     | Bronze                                                                          | Bronze     |
| -------------------------------------- | ------------------------------------------------------------------------ | --------- | ------------------------------------------------------------------------- | --------- | ------------------------------------------------------------------------------- | ---------- |
| 100 metros T11 detalhes                | Lei Xue CHN China                                                        | 11s17     | Lucas Prado BRA Brasil                                                    | 11s25     | Felipe Gomes BRA Brasil                                                         | 11s27      |
| 100 metros T12 detalhes                | Fedor Trikolich RUS Rússia                                               | 10s21     | Mateusz Michalski POL Polônia                                             | 11s88     | Yansong Li CHN China                                                            | 10s91      |
| 100 metros T13 detalhes                | Jason Smyth IRL Irlanda                                                  | 10s46     | Luís Felipe Gutiérrez CUB Cuba                                            | 11s02     | Jhonatan Ntutu RSA África do Sul                                                | 11s03      |
| 100 metros T34 detalhes                | Walid Ktila TUN Tunísia                                                  | 15s91     | Reed McCraken AUS Austrália                                               | 16s30     | Mohamed Hamadi UAE Emirados Árabes Unidos                                       | 16s41      |
| 100 metros T35 detalhes                | Iurii Tsaruk UKR Ucrânia                                                 | 12s62     | Tboho Mokgalagadi RSA África do Sul                                       | 13s10     | Hinhan Fu CHN China                                                             | 13s12      |
| 100 metros T36 detalhes                | Evgenii Schvetcov RUS Rússia                                             | 12s08     | Graeme Ballard GBR Grã-Bretanha                                           | 12s24     | Roman Pavlyk UKR Ucrânia                                                        | 12s26      |
| 100 metros T37 detalhes                | Fanie van der Merwe RSA África do Sul                                    | 11s51     | Yongbin Liang CHN China                                                   | 11s51     | Roman Krapanov RUS Rússia                                                       | 11s56      |
| 100 metros T38 detalhes                | Evan O'Hanlon AUS Austrália                                              | 10s79     | Dyan Buis RSA África do Sul                                               | 11s11     | Wenjun Zhou CHN China                                                           | 11s22      |
| 100 metros T42 detalhes                | Heirinch Popow GER Alemanha                                              | 12s40     | Scott Reardon AUS Austrália                                               | 12s43     | Wojtek Czyz GER Alemanha                                                        | 12s52      |
| 100 metros T44 detalhes                | Jonnie Peacock GBR Grã-Bretanha                                          | 10s90     | Richard Browne USA Estados Unidos                                         | 11s03     | Arnu Fourie RSA África do Sul                                                   | 11s08      |
| 100 metros T46 detalhes                | Xu Zhao CHN China                                                        | 11s05     | Raciel González Isidoria CUB Cuba                                         | 11s08     | Ola Obidogun GBR Grã-Bretanha                                                   | 11s23      |
| 100 metros T51 detalhes                | Toni Piispanen FIN Finlândia                                             | 21s72     | Alvisi de Vidi ITA Itália                                                 | 22s60     | Mohamed Barrahal ALG Argélia                                                    | 22s97      |
| 100 metros T52 detalhes                | Raymond Martin USA Estados Unidos                                        | 17s02     | Salvador Hernández Mondragón MEX México                                   | 17s64     | Paul Nitz USA Estados Unidos                                                    | 17s99      |
| 100 metros T53 detalhes                | Mickey Bushell GBR Grã-Bretanha                                          | 14s75     | Yufei Zhao CHN China                                                      | 15s09     | Shiran Yu CHN China                                                             | 15s20      |
| 100 metros T54 detalhes                | Leo Pekka Tahti FIN Finlândia                                            | 13s79     | Yang Liu CHN China                                                        | 13s92     | Saichon Konjen THA Tailândia                                                    | 14s10      |
| 200 metros T11 detalhes                | Felipe Gomes BRA Brasil                                                  | 22s97     | Daniel Silva BRA Brasil                                                   | 22s99     | José Sayovo Armando ANG Angola                                                  | 23s10      |
| 200 metros T12 detalhes                | Mateusz Michalski POL Polônia                                            | 21s56     | Fedor Trikolich RUS Rússia                                                | 21s81     | Yansong Li CHN China                                                            | 22s04      |
| 200 metros T13 detalhes                | Jason Smyth IRL Irlanda                                                  | 21s05     | Alexey Labzin RUS Rússia                                                  | 21s95     | Arten Loginov RUS Rússia                                                        | 22s03      |
| 200 metros T34 detalhes                | Walid Ktila TUN Tunísia                                                  | 27s98     | Mohamed Hammadi UAE Emirados Árabes Unidos                                | 28s95     | Rheed McCracken AUS Austrália                                                   | 29s08      |
| 200 metros T35 detalhes                | Iurii Tsaruk UKR Ucrânia                                                 | 25s86     | Xinhan Fu CHN China                                                       | 26s21     | Hernán Barreto ARG Argentina                                                    | 26s59      |
| 200 metros T36 detalhes                | Roman Pavlyk UKR Ucrânia                                                 | 24s70     | Wa Wai So HKG Hong Kong                                                   | 24s77     | Ben Rushgrove GBR Grã-Bretanha                                                  | 24s83      |
| 200 metros T37 detalhes                | Roman Kapranov RUS Rússia                                                | 23s10 =   | Guangxu Shang CHN China                                                   | 23s15     | Omar Monterola VEN Venezuela                                                    | 23s34      |
| 200 metros T38 detalhes                | Evan O'Hanlon AUS Austrália                                              | 21s82     | Dyan Buis RSA África do Sul                                               | 22s51     | Wenjun Zhou CHN China                                                           | 22s65      |
| 200 metros T42 detalhes                | Richard Whitehead GBR Grã-Bretanha                                       | 24s38     | Shaquille Vance USA Estados Unidos                                        | 25s55     | Heirich Popow GER Alemanha                                                      | 25s90      |
| 200 metros T44 detalhes                | Alan Fonteles BRA Brasil                                                 | 21s45     | Oscar Pistorius RSA África do Sul                                         | 21s52     | Blake Leeper USA Estados Unidos                                                 | 22s46      |
| 200 metros T46 detalhes                | Yohansson Nascimento BRA Brasil                                          | 22s05     | Raciel González Isidoria CUB Cuba                                         | 22s15     | Simon Patmore AUS Austrália                                                     | 22s36      |
| 200 metros T52 detalhes                | Raymond Martin USA Estados Unidos                                        | 30s25     | Tomoya Ito JPN Japão                                                      | 31s60     | Salvador Hernández Mondragón MEX México                                         | 31s81      |
| 200 metros T53 detalhes                | Huzhao Li CHN China                                                      | 25s61     | Brent Lakatos CAN Canadá                                                  | 25s85     | Yufei Zhao CHN China                                                            | 26s00      |
| 400 metros T11 detalhes                | José Sayovo Armando ANG Angola                                           | 50s75     | Lucas Prado BRA Brasil                                                    | 51s44     | Gauthier Tresor Makunda FRA França                                              | 52s45      |
| 400 metros T12 detalhes                | Mahmoudi Khaldi TUN Tunísia                                              | 48s52     | Hilton Langenhoven RSA África do Sul                                      | 49s04     | Jorge González Sauceda MEX México                                               | 50s41      |
| 400 metros T13 detalhes                | Alexey Labzin RUS Rússia                                                 | 48s59     | Alexander Zverev RUS Rússia                                               | 48s83     | Mohamed Amguoun MAR Marrocos                                                    | 49s45      |
| 400 metros T36 detalhes                | Evgenii Shvetcov RUS Rússia                                              | 53s31     | Paul Blake USA Estados Unidos                                             | 54s22     | Roman Pavlyk UKR Ucrânia                                                        | 55s18      |
| 400 metros T38 detalhes                | Mohamed Farhad Chida TUN Tunísia                                         | 50s43     | Wenjun Zhou CHN China                                                     | 51s56     | Union Sekailwe USA Estados Unidos                                               | 51s97      |
| 400 metros T44 detalhes                | Oscar Pistorius RSA África do Sul                                        | 46s68     | Blake Leeper USA Estados Unidos                                           | 50s14     | David Prince USA Estados Unidos                                                 | 50s61      |
| 400 metros T46 detalhes                | Gunther Mazinger AUT Áustria                                             | 48s45     | Yohansson Nascimento BRA Brasil                                           | 49s21     | Pradeep Pathirannehelag SRI Sri Lanka                                           | 49s28      |
| 400 metros T52 detalhes                | Raymond Martin USA Estados Unidos                                        | 58s54     | Tomoya Ito JPN Japão                                                      | 1:00s40   | Thomas Geierspichler AUT Áustria                                                | 1:04s64    |
| 400 metros T53 detalhes                | Huzhao Li CHN China                                                      | 49s70     | Brent Lakatos CAN Canadá                                                  | 50s17     | Richard Colman AUS Austrália                                                    | 50s24      |
| 400 metros T54 detalhes                | Lixin Zhang CHN China                                                    | 46s88     | Kenny van Wheegel NED Países Baixos                                       | 47s12     | Chengming Liu CHN China                                                         | 47s36      |
| 800 metros T12 detalhes                | Abderrahim Zhiou TUN Tunísia                                             | 1:56s42   | Egor Sharov RUS Rússia                                                    | 1:56s55   | David Devine GBR Grã-Bretanha                                                   | 1:58s72    |
| 800 metros T13 detalhes                | Abdellatif Baka ALG Argélia                                              | 1:53s01   | David Kerir KEN Quênia                                                    | 1:53s16   | Abdelillah Mame GBR Grã-Bretanha                                                | 1:53s40    |
| 800 metros T36 detalhes                | Evgenii Shvetcov RUS Rússia                                              | 2:05s32   | Artem Arefyev RUS Rússia                                                  | 2:06s13   | Paul Blake USA Estados Unidos                                                   | 2:08s24    |
| 800 metros T37 detalhes                | Michael McKillop IRL Irlanda                                             | 1:57s22   | Mohamed Charmi TUN Tunísia                                                | 2:01s45   | Brad Scott AUS Austrália                                                        | 2:02s04    |
| 800 metros T46 detalhes                | Gunther Matzinger AUT Áustria                                            | 1:51s82   | Samir Nouioua ALG Argélia                                                 | 1:52s33   | Abraham Tarbei KEN Quênia                                                       | 1:53s03    |
| 800 metros T52 detalhes                | Raymond Martin AUT Áustria                                               | 2:00s34   | Tomoya Ito JPN Japão                                                      | 2:00s62   | Leonardo Pérez Juarez MEX México                                                | 2:01s18    |
| 800 metros T53 detalhes                | Richard Colman AUS Austrália                                             | 1:41s13   | Marcel Hug SUI Suíça                                                      | 1:37s84   | Joshua George USA Estados Unidos                                                | 1:41s50    |
| 800 metros T54 detalhes                | David Weir GBR Grã-Bretanha                                              | 1:37s63   | Brent Lakatos CAN Canadá                                                  | 1:41s24   | Saichon Konjen THA Tailândia                                                    | 1:38s51    |
| 1500 metros T11 detalhes               | Samwel Mushai Kimani KEN Quênia                                          | 3:58s37   | Odair Santos BRA Brasil                                                   | 4:03s66   | Jason Joseph Dunkerley CAN Canadá                                               | 4:07s56    |
| 1500 metros T13 detalhes               | Abderrahim Zhiou TUN Tunísia                                             | 3:48s31   | David Korir KEN Quênia                                                    | 3:48s84   | David Devine GBR Grã-Bretanha                                                   | 3:49s79    |
| 1500 metros T20 detalhes               | Peyman Nasiri Bazanjani IRI Irã                                          | 3:58s49   | Daniel Pek POL Polônia                                                    | 3:59s45   | Rafal Korc POL Polônia                                                          | 3:59s53    |
| 1500 metros T37 detalhes               | Michael McKillop IRL Irlanda                                             | 4:08s11   | Brad Scott AUS Austrália                                                  | 4:14s47   | Mohamed Charmi TUN Tunísia                                                      | 4:19s90    |
| 1500 metros T46 detalhes               | Abraham Tarbei KEN Quênia                                                | 3:50s15   | Wondiye Fikre Indelbu ETH Etiópia                                         | 3:50s87   | Samir Nouioua ALG Argélia                                                       | 3:51s80    |
| 1500 metros T54 detalhes               | David Weir GBR Grã-Bretanha                                              | 3:12s09   | Prawat Wahoran THA Tailândia                                              | 3:12s32   | Kim Gyu Dae KOR Coreia do Sul                                                   | 3:12s57    |
| 5000 metros T11 detalhes               | Cristian Valenzuela CHI Chile                                            | 15:26s26  | Jason Joseph Dunkerley CAN Canadá                                         | 15:34s07  | Shinya Wada JPN Japão                                                           | 15:55s26   |
| 5000 metros T12 detalhes               | El Amin Chentouf MAR Marrocos                                            | 13:53s76  | Abderrahim Zhiou TUN Tunísia                                              | 14:19s67  | Henry Kirwa KEN Quênia                                                          | 14:20s76   |
| 5000 metros T54 detalhes               | David Weir GBR Grã-Bretanha                                              | 11:07s65  | Kurt Fearnley AUS Austrália                                               | 11:07s90  | Julien Casoli FRA França                                                        | 11:08s07   |
| 4x100 metros T11/13 detalhes           | Evgeny Kegelev Alexey Labzin Fedor Trikolich Andrey Koptev RUS Rússia    | 42s66     | Lei Xue Yizhi Yuan Yuqing Yang Yansong Li CHN China                       | 42s68     | Elchin Muradov Rza Osmanov Oleg Panyutin Vladimir Zayets AZE Azerbaijão         | 43s92      |
| 4x100 metros T42/46 detalhes           | Samkelo Radebe Zivan Simth Arnu Fourie Oscar Pistorius RSA África do Sul | 41s78     | Zhiming Liu Fuliang Liu Hexing Xie Xu Zhao CHN China                      | 42s98     | Markus Rehm Heiring Popow David Behre Wojtek Czyz GER Alemanha                  | 45s23      |
| 4x400 metros T53/54 detalhes           | Yang Liu Chengming Liu Huzhao Li Lixin Zhang CHN China                   | 3:05s46   | Sopachai Koysub Saichon Konjen Sopa Intansen Prawat Wahoram THA Tailândia | 3:13s28   | Richard Nicholson Natheniel Arkley Matthew Cameron Richard Colman AUS Austrália | 3:13s42    |
| Maratona T12 detalhes                  | Alberto Suárez Laso ESP Espanha                                          | 2:24:50   | Elkin Alonso Serna Moreno COL Colômbia                                    | 2:26:39   | Abderrahim Zhiou TUN Tunísia                                                    | 2:26:56    |
| Maratona T46 detalhes                  | Tito Sena BRA Brasil                                                     | 2:30:40   | Abderrahman Ait Khamouch ESP Espanha                                      | 2:31:04   | Frederic van den Heede BEL Bélgica                                              | 2:31:38    |
| Maratona T54 detalhes                  | David Weir GBR Grã-Bretanha                                              | 1:30:20   | Marcel Hug SUI Suíça                                                      | 1:30:21   | Kurt Fearnley AUS Austrália                                                     | 1:30:21    |
| Salto em distância F11 detalhes        | Ruslan Katyshev UKR Ucrânia                                              | 6, 46 m   | Elexis Gilette USA Estados Unidos                                         | 6, 34 m   | Duan Li CHN China                                                               | 6, 31 m    |
| Salto em distância F13 detalhes        | Luís Felipe Gutiérrez CUB Cuba                                           | 7, 54 m   | Ángel Jimenez Cabrera CUB Cuba                                            | 7, 14 m   | Radoslav Zlatanov BUL Bulgária                                                  | 6, 81 m    |
| Salto em distância F20 detalhes        | Jose Antonio Exposito Pinheiro ESP Espanha                               | 7, 25 m   | Zoran Talić CRO Croácia                                                   | 7, 09 m   | Lenine Cunha POR Portugal                                                       | 6, 95 m    |
| Salto em distância F36 detalhes        | Roman Pavlyk UKR Ucrânia                                                 | 5, 23 m   | Mariusz Sobczak POL Polônia                                               | 5, 14 m   | Vladimir Sviridov RUS Rússia                                                    | 5, 08 m    |
| Salto em distância F37/38 detalhes     | Gocha Khugaev RUS Rússia                                                 | 6, 31 m   | Yuxi Ma CHN China                                                         | 6, 26 m   | Dyan Buis RSA África do Sul                                                     | 6, 48 m =  |
| Salto em distância F42/44 detalhes     | Markus Rehm GER Alemanha                                                 | 7, 35 m   | Wojtek Czyz GER Alemanha                                                  | 6, 33 m   | Daniel Jorgensen DEN Dinamarca                                                  | 6, 11 m =  |
| Salto em distância F46 detalhes        | Fuliang Liu CHN China                                                    | 7, 15 m   | Arnaud Assoumani FRA França                                               | 7, 13 m   | Huseyn Hasanov AZE Azerbaijão                                                   | 6, 53 m =  |
| Salto triplo F11 detalhes              | Denis Gulin RUS Rússia                                                   | 12, 91 m  | Duan Li CHN China                                                         | 12, 75 m  | Ruslan Katyshev UKR Ucrânia                                                     | 12, 50 m = |
| Salto triplo F12 detalhes              | Oleg Panyutin AZE Azerbaijão                                             | 15, 02 m  | Vladimir Zayets AZE Azerbaijão                                            | 15, 01 m  | Hewei Dong CHN China                                                            | 14, 20 m = |
| Salto triplo F46 detalhes              | Fuliang Liu CHN China                                                    | 15, 20 m  | Arnaud Assoumani FRA França                                               | 14, 28 m  | Aliaksandr Subota BLR Bielorrússia                                              | 14, 00 m = |
| Salto em altura F42 detalhes           | Iliesa Delana FIJ Fiji                                                   | 1, 74 m   | Girisha Nagarajegowda IND Índia                                           | 1, 74 m   | Łukasz Mamczarz POL Polônia                                                     | 1, 74 m    |
| Salto em altura F46 detalhes           | Maciej Lepiato POL Polônia                                               | 2, 12 m   | Jeff Skiba USA Estados Unidos                                             | 2, 04 m   | Hongjie Chen CHN China                                                          | 2, 01 m    |
| Arremesso de peso F11/12 detalhes      | Andrii Holivets UKR Ucrânia                                              | 991 pts.  | Vladimir Andryushchenko RUS Rússia                                        | 966 pts.  | Russel Short AUS Austrália                                                      | 950 pts.   |
| Arremesso de peso F20 detalhes         | Todd Hodgetts AUS Austrália                                              | 16, 29 m  | Jeffre Ige SWE Suécia                                                     | 15, 50 m  | Muhammad Zolkefli MAS Malásia                                                   | 15, 21 m   |
| Arremesso de peso F32/33 detalhes      | Kamel Kardjena ALG Argélia                                               | 997 pts.  | Karim Betina ALG Argélia                                                  | 976 pts.  | Mounir Bakiri ALG Argélia                                                       | 929 pts.   |
| Arremesso de peso F34 detalhes         | Azzedine Nouiri MAR Marrocos                                             | 13, 10 m  | Mohden Kaedi IRI Irã                                                      | 12, 94 m  | Thierry Cibone FRA França                                                       | 12, 86 m   |
| Arremesso de peso F37/38 detalhes      | Dong Xia CHN China                                                       | 17, 52 m  | Ibrahim Abdelwareth EGY Egito                                             | 15, 53 m  | Javadi Hardani IRI Irã                                                          | 15, 43 m   |
| Arremesso de peso F40 detalhes         | Zhiming Wang CHN China                                                   | 14, 46 m  | Hocine Gherzouli ALG Argélia                                              | 12, 91 m  | Paschalis Stathelakos GRE Grécia                                                | 12, 78 m   |
| Arremesso de peso F42/44 detalhes      | Jackie Christiansen DEN Dinamarca                                        | 1001 pts. | Darko Crajl CRO Croácia                                                   | 987 pts.  | Aled Davies GBR Grã-Bretanha                                                    | 961 pts.   |
| Arremesso de peso F46 detalhes         | Nikita Prokhorov RUS Rússia                                              | 15, 68 m  | Zhanbiao Hou CHN China                                                    | 15, 57 m  | Thomasz Rebisz POL Polônia                                                      | 15, 01 m   |
| Arremesso de peso F52/53 detalhes      | Aigar Apinis LAT Letônia                                                 | 1039 pts. | Mauro Maximo de Jesus MEX México                                          | 977 pts.  | Scot Severn USA Estados Unidos                                                  | 884 pts.   |
| Arremesso de peso F54/55/56 detalhes   | Jalil Bagheri Jeddi IRI Irã                                              | 988 pts.  | Karol Kozun POL Polônia                                                   | 973 pts.  | Robin Womack GBR Grã-Bretanha                                                   | 972 pts.   |
| Arremesso de peso F57/58 detalhes      | Alexey Ashapatov RUS Rússia                                              | 989 pts.  | Janusz Rokicki POL Polônia                                                | 960 pts.  | Michael Louwrenz RSA África do Sul                                              | 958 pts.   |
| Arremesso de disco F11 detalhes        | David Casino ESP Espanha                                                 | 38, 41 m  | Vasyl Lishchynskyi UKR Ucrânia                                            | 35, 66 m  | Bill Marinković AUT Áustria                                                     | 34, 59 m   |
| Arremesso de disco F32/33/34 detalhes  | Yanzhang Wang CHN China                                                  | 1166 pts. | Hani Alnakhli KSA Arábia Saudita                                          | 1113 pts. | Lahouari Bahlaz ALG Argélia                                                     | 1081 pts.  |
| Arremesso de disco F35/36 detalhes     | Sebastian Dietz GER Alemanha                                             | 38, 54 m  | Oleksii Pashkov UKR Ucrânia                                               | 37, 89 m  | Wenbo Wang CHN China                                                            | 37, 87 m   |
| Arremesso de disco F37/38 detalhes     | Javad Hardani IRI Irã                                                    | 1024 pts. | Dong Xia CHN China                                                        | 1017 pts. | Tomasz Blatkiewicz POL Polônia                                                  | 1008 pts.  |
| Arremesso de disco F40 detalhes        | Zhiming Wang USA Estados Unidos                                          | 45, 78 m  | Paschalis Stathelakos GRE Grécia                                          | 44, 11    | Jonathan De Souza Santos BRA Brasil                                             | 40, 49 m   |
| Arremesso de disco F42 detalhes        | Aled Davies GBR Grã-Bretanha                                             | 46, 14 m  | Mehrdad Karam Zadeh IRI Irã                                               | 44, 62    | Lezheng Wang CHN China                                                          | 42, 81 m   |
| Arremesso de disco F44 detalhes        | Jeremy Campbell USA Estados Unidos                                       | 60, 05 m  | Dan Greaves GBR Grã-Bretanha                                              | 59, 01    | Farzad Sepahvand IRI Irã                                                        | 58, 39 m   |
| Arremesso de disco F51/51/53 detalhes  | Mohamed Berrahal ALG Argélia                                             | 1093 pts. | Aigars Apinis LAT Letônia                                                 | 1010 pts. | Mohamed Zemzemi TUN Tunísia                                                     | 917 pts.   |
| Arremesso de disco F54/55/56 detalhes  | Leonardo Díaz CUB Cuba                                                   | 1019 pts. | Drazenko Mitrović SRB Sérvia                                              | 1012 pts. | Ali Mohammad Yari IRI Irã                                                       | 978 pts.   |
| Arremesso de disco F57/58 detalhes     | Alexey Ashapatov RUS Rússia                                              | 1043 pts. | Rostislav Pohmann CZE República Checa                                     | 951 pts.  | Metawa Abouelkhir EGY Egito                                                     | 944 pts.   |
| Lançamento de dardo F12/13 detalhes    | Pengkai Zhu CHN China                                                    | 64, 38 m  | Sajad Nikparast IRI Irã                                                   | 63, 15 m  | Branimir Budetić CRO Croácia                                                    | 56, 78 m   |
| Lançamento de dardo F33/34 detalhes    | Mohsen Kaedi IRI Irã                                                     | 38, 30 m  | Yanzhang Wang CHN China                                                   | 38, 23 m  | Kamel Kardjena ALG Argélia                                                      | 26, 40 m   |
| Lançamento de dardo F40 detalhes       | Zhiming Wang CHN China                                                   | 47, 95 m  | Ahmed Naas IRQ Iraque                                                     | 43, 27 m  | Wildan Nukhailawi IRQ Iraque                                                    | 42, 31 m   |
| Lançamento de dardo F42 detalhes       | Yanlong Fu CHN China                                                     | 52, 79 m  | Kamran Shokrisalari IRI Irã                                               | 52, 06 m  | Runar Steinstad NOR Noruega                                                     | 48, 90 m   |
| Lançamento de dardo F44 detalhes       | Mingkie Gao CHN China                                                    | 58, 53 m  | Tony Falelavaki FRA França                                                | 58, 21 m  | Ronald Hertog NED Países Baixos                                                 | 55, 83 m   |
| Lançamento de dardo F52/53 detalhes    | Alphanso Cunningham JAM Jamaica                                          | 985 pts.  | Abdolreza Jokar IRI Irã                                                   | 920 pts.  | Mauro Maximo de Jesus MEX México                                                | 883 pts.   |
| Lançamento de dardo F54/55/56 detalhes | Luís Alberto Zepeda Félix MEX México                                     | 28, 07 m  | Alexey Kuznetsov RUS Rússia                                               | 27, 87 m  | Manolis Stefanoudakis GRE Grécia                                                | 27, 27     |
| Lançamento de dardo F57/58 detalhes    | Mohammad Khalvandi IRI Irã                                               | 1044 pts. | Claudiney Batista dos Santos BRA Brasil                                   | 1024 pts. | Raed Salem EGY Egito                                                            | 991 pts.   |
| Arremesso de bastão F31/32/51 detalhes | Zeljko Dimitrijević SRB Sérvia                                           | 1010 pts. | Radim Beles CZE República Checa                                           | 1004 pts. | Lahouari Bahlaz ALG Argélia                                                     | 1003 pts.  |

Feminino
| Evento                                    | Ouro                                                                                    | Ouro      | Prata                                                   | Prata     | Bronze                                                                       | Bronze     |
| ----------------------------------------- | --------------------------------------------------------------------------------------- | --------- | ------------------------------------------------------- | --------- | ---------------------------------------------------------------------------- | ---------- |
| 100 metros T11 detalhes                   | Terezinha Guilhermina BRA Brasil                                                        | 12s01     | Jerusa Geber Santos BRA Brasil                          | 12s75     | Jhulia Santos BRA Brasil                                                     | 12s76      |
| 100 metros T12 detalhes                   | Guohua Zhou CHN China                                                                   | 12s05     | Libby Cleg GBR Grã-Bretanha                             | 12s13     | Oxana Boturchuk UKR Ucrânia                                                  | 12s18      |
| 100 metros T13 detalhes                   | Omanda Durand CUB Cuba                                                                  | 12s00     | Ilse Hayes RSA África do Sul                            | 12s41     | Nantenin Keita FRA França                                                    | 12s47      |
| 100 metros T34 detalhes                   | Hannah Cockroft GBR Grã-Bretanha                                                        | 18s06     | Amy Siemons NED Países Baixos                           | 19s49     | Rosemary Little AUS Austrália                                                | 19s45      |
| 100 metros T35 detalhes                   | Ping Liu CHN China                                                                      | 15s44     | Oxana Corso NED Países Baixos                           | 15s94     | Virginia McLachlan CAN Canadá                                                | 16s42      |
| 100 metros T36 detalhes                   | Elena Ivanova RUS Rússia                                                                | 14s44     | Jeon Min Jae KOR Coreia do Sul                          | 14s70     | Claudia Nicoleitzik GER Alemanha                                             | 14s88      |
| 100 metros T37 detalhes                   | Mandy François-Élie FRA França                                                          | 14s08     | Johanna Benson NAM Namíbia                              | 14s23     | Neda Bahi TUN Tunísia                                                        | 14s36      |
| 100 metros T38 detalhes                   | Margarita Goncharova RUS Rússia                                                         | 13s45     | Junfei Chen CHN China                                   | 13s53     | Inna Stryzhak UKR Ucrânia                                                    | 13s64      |
| 100 metros T42 detalhes                   | Martina Caironi ITA Itália                                                              | 15s87     | Kelly Cartwright AUS Austrália                          | 16s14     | Jana Schmidt GER Alemanha                                                    | 16s19      |
| 100 metros T44 detalhes                   | Marie-Améllie le Fur FRA França                                                         | 13s26     | Marlou van Rhijn NED Países Baixos                      | 13s32     | April Holmes USA Estados Unidos                                              | 13s33      |
| 100 metros T46 detalhes                   | Yunidis Castillo CUB Cuba                                                               | 12s01     | Nikol Rodomakina RUS Rússia                             | 12s49     | Yanping Wang CHN China                                                       | 12s89      |
| 100 metros T52 detalhes                   | Marieke Vervoot BEL Bélgica                                                             | 19s69     | Michelle Stiwell CAN Canadá                             | 19s80     | Kerry Morgan CHN China                                                       | 20s68      |
| 100 metros T53 detalhes                   | Lisha Huang CHN China                                                                   | 16s42     | Hongzhuan Zhou CHN China                                | 16s90     | Angela Ballard AUS Austrália                                                 | 17s14      |
| 100 metros T54 detalhes                   | Wenjun Li CHN China                                                                     | 15s82     | Honjiao Dong CHN China                                  | 15s86     | Tatyana McFadden USA Estados Unidos                                          | 16s15      |
| 200 metros T11 detalhes                   | Terezinha Guilhermina BRA Brasil                                                        | 24s82     | Jerusa Geber Santos BRA Brasil                          | 26s32     | Juntingxian Jia CHN China                                                    | 26s33      |
| 200 metros T12 detalhes                   | Assia El Hannouni FRA França                                                            | 24s46     | Guohua Zhou CHN China                                   | 24s66     | Danqing Zhu CHN China                                                        | 24s88      |
| 200 metros T34 detalhes                   | Hannah Cockroft GBR Grã-Bretanha                                                        | 31s90     | Amy Siemons NED Países Baixos                           | 34s16     | Desiree Vranken NED Países Baixos                                            | 34s85      |
| 200 metros T35 detalhes                   | Ping Liu CHN China                                                                      | 32s72     | Oxana Corso ITA Itália                                  | 33s68     | Virginia McLachlan CAN Canadá                                                | 34s31      |
| 200 metros T36 detalhes                   | Elena Ivanova RUS Rússia                                                                | 30s25     | Jeon Min-Jae KOR Coreia do Sul                          | 31s08     | Claudia Nicoleitzik GER Alemanha                                             | 32s08      |
| 200 metros T37 detalhes                   | Johanna Benson NAM Namíbia                                                              | 29s26     | Bethany Woodward GBR Grã-Bretanha                       | 29s65     | Maria Seifert GER Alemanha                                                   | 29s86      |
| 200 metros T38 detalhes                   | Junfei Chen CHN China                                                                   | 27s39     | Margarita Goncharova RUS Rússia                         | 27s82     | Inna Stryzhak UKR Ucrânia                                                    | 28s18      |
| 200 metros T44 detalhes                   | Marlou van Rhijn NED Países Baixos                                                      | 26s18     | Marie-Amelie le Fur FRA França                          | 26s76     | Katrin Green GER Alemanha                                                    | 27s53      |
| 200 metros T46 detalhes                   | Yunidis Castillo CUB Cuba                                                               | 24s45     | Alicja Fiodorow POL Polônia                             | 25s49     | Anrune Liebenberg RSA África do Sul                                          | 25s55      |
| 200 metros T52 detalhes                   | Michelle Stiwell CAN Canadá                                                             | 33s80     | Marieke Vervoort BEL Bélgica                            | 34s83     | Kerry Morgan USA Estados Unidos                                              | 36s49      |
| 200 metros T53 detalhes                   | Lisha Huang CHN China                                                                   | 29s18     | Angela Ballard AUS Austrália                            | 29s35     | Hongzhuan Zhou CHN China                                                     | 29s40      |
| 400 metros T12 detalhes                   | Assia El Hannouni FRA França                                                            | 55s39     | Oxana Boturchuk UKR Ucrânia                             | 55s69     | Daniela Velasco Maldonado MEX México                                         | 58s51      |
| 400 metros T13 detalhes                   | Omara Durand CUB Cuba                                                                   | 55s12     | Somaya Bousaid TUN Tunísia                              | 56s83     | Alexandra Domoglou GRE Grécia                                                | 56s91      |
| 400 metros T37 detalhes                   | Neda Bahi TUN Tunísia                                                                   | 1:05s86   | Viktoriya Kravchenko UKR Ucrânia                        | 1:07s32   | Evgeniya Trushnikova RUS Rússia                                              | 1:07s35    |
| 400 metros T46 detalhes                   | Yunidis Castillo CUB Cuba                                                               | 55s72     | Anrune Liebenberg RSA África do Sul                     | 56s65     | Alicja Fiodorow POL Polônia                                                  | 58s48      |
| 400 metros T53 detalhes                   | Hongzhuan Zhou CHN China                                                                | 55s47     | Angela Ballard AUS Austrália                            | 56s06     | Lisha Huang CHN China                                                        | 56s87      |
| 400 metros T54 detalhes                   | Tatyana McFadden USA Estados Unidos                                                     | 52s97     | Honjiao Dong CHN China                                  | 55s43     | Edith Wolf SUI Suíça                                                         | 56s25      |
| 800 metros T53 detalhes                   | Hongzhuan Zhou CHN China                                                                | 1:52s85   | Lisha Huang CHN China                                   | 1:53s10   | Jessica Galli USA Estados Unidos                                             | 1:53s12    |
| 800 metros T54 detalhes                   | Tatyana McFadden USA Estados Unidos                                                     | 1:47s01   | Edith Wolf AUS Austrália                                | 1:49s87   | Lihong Zou CHN China                                                         | 1:50s31    |
| 1500 metros T12 detalhes                  | Elena Pautova RUS Rússia                                                                | 4:37s65   | Elena Congost ESP Espanha                               | 4:43s53   | Annalisa Minetti ITA Itália                                                  | 4:48s88    |
| 1500 metros T20 detalhes                  | Barbara Niewiedzial POL Polônia                                                         | 4:35s26   | Arleta Meloch POL Polônia                               | 4:39s04   | Barbara Niewiedzial HUN Hungria                                              | 4:42s31    |
| 1500 metros T54 detalhes                  | Tatyana McFadden USA Estados Unidos                                                     | 3:36s42   | Edith Wolf SUI Suíça                                    | 3:36s78   | Shirley Reilly USA Estados Unidos                                            | 3:37s03    |
| 5000 metros T54 detalhes                  | Edith Wolf SUI Suíça                                                                    | 12:27s87  | Shirley Reilly USA Estados Unidos                       | 12:27s91  | Christy Dawes AUS Austrália                                                  | 12:28s24   |
| 4x100 metros T35/38 detalhes              | Anastasiya Ovsyannikova Svetlana Sergeeva Elena Ivanova Margarita Goncharova RUS Rússia | 54s86     | Dezhi Xiong Yuanhang Cao Ping Liu Junfei Chen CHN China | 55s65     | Olivia Breen Bethany Woodward Katrina Hart Jenny McLoughlin GBR Grã-Bretanha | 56s08      |
| Maratona T54 detalhes                     | Shirley Reilly USA Estados Unidos                                                       | 1:46:83   | Shelly Woods GBR Grã-Bretanha                           | 1:46:34   | Sandra Graf SUI Suíça                                                        | 1:46:35    |
| Salto em distância F11/12 detalhes        | Oksana Zubkovska UKR Ucrânia                                                            | 1065 pts. | Juntingxian Jia CHN China                               | 930 pts.  | Anna Kuniuk BLR Bielorrússia                                                 | 889 pts. = |
| Salto em distância F13 detalhes           | Ilse Hayes RSA África do Sul                                                            | 5, 70 m   | Lynda Hamri ALG Argélia                                 | 5, 31 m   | Anthi Karagianni GRE Grécia                                                  | 5, 16 m    |
| Salto em distância F20 detalhes           | Karolina Kucharczyk POL Polônia                                                         | 6, 00 m   | Krestina Zhukova RUS Rússia                             | 5, 38 m   | Mikela Ristoski CRO Croácia                                                  | 5, 28 m    |
| Salto em distância F37/38 detalhes        | Margarita Goncharova RUS Rússia                                                         | 4, 84 m   | Inna Stryzhak UKR Ucrânia                               | 4, 79 m   | Yanhang Cao CHN China                                                        | 4, 40 m    |
| Salto em distância F42/44 detalhes        | Kelly Cartwright AUS Austrália                                                          | 1030 pts. | Stef Reid GBR Grã-Bretanha                              | 1023 pts. | Marie-Amelie le Fur CHN China                                                | 1010 pts.  |
| Salto em distância F46 detalhes           | Nikol Rodomakina RUS Rússia                                                             | 5, 63 m   | Carlee Beattie AUS Austrália                            | 5, 57 m   | Jingling Ouyang CHN China                                                    | 5, 41 m    |
| Arremesso de peso F11/12 detalhes         | Assunta Legnante ITA Itália                                                             | 1011 pts. | Hongxia Tang CHN China                                  | 1008 pts. | Liangmin Zhang CHN China                                                     | 1003 pts.  |
| Arremesso de peso F20 detalhes            | Ewa Durska POL Polônia                                                                  | 13, 80 m  | Anastasiia Mysnyk UKR Ucrânia                           | 12, 67 m  | Svitlana Kudelya UKR Ucrânia                                                 | 12, 24 m   |
| Arremesso de peso F32/33/34 detalhes      | Birgit Kober GER Alemanha                                                               | 1112 pts. | Louise Ellery AUS Austrália                             | 895 pts.  | Maroua Ibrahmi TUN Tunísia                                                   | 869 pts.   |
| Arremesso de peso F35/36 detalhes         | Mariia Pomazan UKR Ucrânia                                                              | 1062 pts. | Jun Wang CHN China                                      | 1056 pts. | Qing Wu CHN China                                                            | 1041 pts.  |
| Arremesso de peso F37 detalhes            | Na Mi CHN China                                                                         | 12, 20 m  | Quiping Xu CHN China                                    | 11, 04 m  | Eva Berna CZE República Checa                                                | 11, 00 m   |
| Arremesso de peso F40 detalhes            | Raoua Tlili TUN Tunísia                                                                 | 9, 86 m   | Genjimisu Meng CHN China                                | 9, 13 m   | Najat El Garraa MAR Marrocos                                                 | 8, 62 m    |
| Arremesso de peso F42/44 detalhes         | Juan Tao CHN China                                                                      | 1055 pts. | Yue Yang CHN China                                      | 980 pts.  | Michaela Floeth GER Alemanha                                                 | 979 pts.   |
| Arremesso de peso F54/55/56 detalhes      | Liwan Yang CHN China                                                                    | 1057 pts. | Marianne Buggenhagen GER Alemanha                       | 946 pts.  | Angela Madsen USA Estados Unidos                                             | 934 pts.   |
| Arremesso de peso F57/58 detalhes         | Ángeles Ortíz Hernández MEX México                                                      | 1015 pts. | Stela Eneva BUL Bulgária                                | 1012 pts. | Eucharia Iyiazi NGR Nigéria                                                  | 997 pts.   |
| Arremesso de disco F11/12 detalhes        | Liangmin Zhang CHN China                                                                | 997 pts.  | Honxia Tang CHN China                                   | 994 pts.  | Claire Willians GBR Grã-Bretanha                                             | 908 pts.   |
| Arremesso de disco F35/36 detalhes        | Qing Wu CHN China                                                                       | 1032 pts. | Mariia Pomazan UKR Ucrânia                              | 1028 pts. | Katherine Proudfoot AUS Austrália                                            | 956 pts.   |
| Arremesso de disco F37 detalhes           | Na Mi CHN China                                                                         | 35, 35 m  | Qiuping Xu CHN China                                    | 32, 08 m  | Beverley Jones GBR Grã-Bretanha                                              | 30, 99 m   |
| Arremesso de disco F40 detalhes           | Najat El Garraa MAR Marrocos                                                            | 32, 37 m  | Raoua Tlili TUN Tunísia                                 | 31, 16 m  | Gensimisu Meng CHN China                                                     | 30, 44 m   |
| Arremesso de disco F51/52/53 detalhes     | Josie Pearson MAR Marrocos                                                              | 1122 pts. | Catherine O' Neill TUN Tunísia                          | 880 pts.  | Zena Cole USA Estados Unidos                                                 | 771 pts.   |
| Arremesso de disco F57/58 detalhes        | Nassima Saifï ALG Argélia                                                               | 1004 pts. | Stela Eneva BUL Bulgária                                | 926 pts.  | Orla Barry IRL Irlanda                                                       | 921 pts.   |
| Lançamento de dardo F12/13 detalhes       | Tanja Dragić SRB Sérvia                                                                 | 42, 51 m  | Anna Sorokina RUS Rússia                                | 38, 79 m  | Natalija Eder AUT Áustria                                                    | 38, 03 m   |
| Lançamento de dardo F33/34/52/53 detalhes | Birgit Kober GER Alemanha                                                               | 27, 03 m  | Marie Braemer-Skowronek GER Alemanha                    | 20, 43 m  | Marjaana Huovinen FIN Finlândia                                              | 19, 47 m   |
| Lançamento de dardo F37/38 detalhes       | Shirlene Coelho BRA Brasil                                                              | 37, 86 m  | Qianqian Jia CHN China                                  | 31, 62 m  | Georgia Beikoff AUS Austrália                                                | 29, 84 m   |
| Lançamento de dardo F46 detalhes          | Katarzyna Piekart POL Polônia                                                           | 41, 15 m  | Nataliya Gudkova RUS Rússia                             | 41, 08 m  | Madeleine Hogan AUS Austrália                                                | 38, 85 m   |
| Lançamento de dardo F54/55/56 detalhes    | Liwan Yang CHN China                                                                    | 17, 89 m  | Hania Aidi TUN Tunísia                                  | 17, 40 m  | Martina Willing GER Alemanha                                                 | 23, 12 m   |
| Lançamento de dardo F57/58 detalhes       | Ming Liu CHN China                                                                      | 955 pts.  | Safia Djelal ALG Argélia                                | 953 pts.  | Larissa Volik RUS Rússia                                                     | 906 pts.   |
| Arremesso de bastão F31/32/51 detalhes    | Maoua Ibrahmi TUN Tunísia                                                               | 1064 pts. | Mounia Gasmi ALG Argélia                                | 1052 pts. | Gemma Prescott GBR Grã-Bretanha                                              | 1015 pts.  |

## Quadro de medalhas
| Ordem                                                 | País               | Medalha de ouro | Medalha de prata | Medalha de bronze |    |  |
| ----------------------------------------------------- | ------------------ | --------------- | ---------------- | ----------------- | -- |  |
| 1                                                     | CHN China          | 33              | 29               | 24                | 86 |  |
| 2                                                     | RUS Rússia         | 19              | 12               | 5                 | 36 |  |
| 3                                                     | GBR Grã-Bretanha   | 11              | 7                | 11                | 29 |  |
| 4                                                     | USA Estados Unidos | 9               | 6                | 13                | 28 |  |
| 5                                                     | TUN Tunísia        | 9               | 5                | 5                 | 19 |  |
| 6                                                     | UKR Ucrânia        | 8               | 7                | 7                 | 22 |  |
| 7                                                     | BRA Brasil         | 7               | 8                | 3                 | 18 |  |
| 8                                                     | CUB Cuba           | 7               | 4                |                   | 11 |  |
| 9                                                     | POL Polônia        | 6               | 7                | 5                 | 18 |  |
| 10                                                    | AUS Austrália      | 5               | 9                | 13                | 27 |  |
|                                                       |                    |                 |                  |                   |    |  |
| 32                                                    | ANG Angola         | 1               |                  | 1                 | 2  |  |
|                                                       |                    |                 |                  |                   |    |  |
| 54                                                    | POR Portugal       |                 |                  | 1                 | 1  |  |
| Os demais países lusófonos não conquistaram medalhas. |                    |                 |                  |                   |    |  |